# Molly and Lawless John
Pour plus de détails, voir Fiche technique et Distribution.
Molly and Lawless John est un film américain réalisé par Gary Nelson, sorti en 1972.

## Fiche technique
- Titre original : Molly and Lawless John
- Réalisation : Gary Nelson
- Scénario : Terry Kingsley-Smith
- Décors : Mort Rabinowitz
- Costumes : Arnie Lipin[1] (wardrobe)
- Photographie : Charles F. Wheeler
- Montage : Gene Fowler Jr.
- Musique : Johnny Mandel
- Production : Dennis Durney
  - Production déléguée : Arnold H. Orgolini
- Société(s) de distribution : (États-Unis) Producers Distributing Corporation
- Pays d'origine : États-Unis
- Année : 1972
- Langue originale : anglais
- Format : couleur (DeLuxe) – 35 mm – mono
- Genre : western
- Durée : 98 minutes
- Dates de sortie : 
  - États-Unis : 1er janvier 1973

## Distribution
- Vera Miles : Molly Parker
- Sam Elliott : Johnny Lawler
- Clu Gulager : Député Tom Clements
- John Anderson : Shérif Marvin Parker
- Cynthia Myers : Dolly Winward
- Charles Pinney : Révérend
- Bob Westmoreland : Opérateur télégraphique
- Melinda Chavaria : Apache enceinte
- Pasqualita Baca : Apache ancien
- George Le Bow : Marshal

## Distinction

### Nomination
- Golden Globes 1973 :
  - Meilleure chanson originale pour Johnny Mandel (musique) ; Alan Bergman et Marilyn Bergman (lyrics) ; Renée Armand  (interprète) pour la chanson Take Me Home.